# Mondino de' Luzzi
Mondino de’ Luzzi, Raimondino dei Liucci, Mundinus (ur. ok. 1270 w Bolonii, zm. ok. 1326 tamże) – włoski lekarz i anatom, którego Anathomia Mundini była pierwszym napisanym w Europie od czasów starożytnych podręcznikiem całkowicie poświęconym anatomii i opartym na wynikach sekcji zwłok ludzkich. Nazywany bywa „Odnowicielem anatomii”.
Mondino otrzymał wykształcenie medyczne na uniwersytecie w Bolonii, a po ukończeniu studiów pogłębiał wiedzę z zakresu anatomii, jednocześnie wykładając anatomię i chirurgię na uniwersytecie oraz praktykując medycynę i chirurgię.
Pierwszy ponownie wprowadził systematyczne nauczanie anatomii do programu studiów medycznych (przez wiele stuleci przedmiot ten był nieobecny) oraz aleksandryjską praktykę sekcji zwłok (kojarzoną z Herofilosem) podczas wykładów i innych pokazów publicznych.
Jego podręcznik anatomii (Anathomia Mundini, manuskrypt 1316, pierwszy druk 1478) stał się podstawą kształcenia lekarzy i osiągnął liczbę aż 39 wydań. Choć podręcznik ten niezbyt dokładnie czerpał z wiedzy anatomicznej Galena, a zawarte w nim opisy narządów wewnętrznych były mało precyzyjne, rola, jaką odegrał w propagowaniu wiedzy anatomicznej, okazała się bardzo znacząca. Dzieło to powszechnie wykorzystywano przez co najmniej dwa kolejne stulecia, aż do czasów flamandzkiego anatoma Andreasa Vesaliusa.
Wprowadził m.in. terminy mesenterium (krezka), rete mirabile (sieć dziwna).